# Боасе (Горња Лоара)
Боасе (фр. Boisset) насеље је и општина у централној Француској у региону Оверња, у департману Горња Лоара која припада префектури Исенжо.
По подацима из 2011. године у општини је живело 300 становника, а густина насељености је износила 21,37 становника/km². Општина се простире на површини од 14,04 km². Налази се на средњој надморској висини од 880 метара (максималној 944 m, а минималној 590 m).

## Демографија
| 1962. | 1968. | 1975. | 1982. | 1990. | 1999. | 2011. |
| ----- | ----- | ----- | ----- | ----- | ----- | ----- |
| 241   | 314   | 245   | 197   | 194   | 221   | 300   |

График промене броја становника у току последњих година